# فيليكس تاغاوا
فيليكس تاغاوا (بالفرنسية: Félix Tagawa)‏ هو لاعب كرة قدم فرنسي في مركز الهجوم، ولد في 23 مارس 1976 في بابيتي في فرنسا. شارك مع منتخب تاهيتي لكرة القدم. أما مع النوادي، فقد لعب مع أديلايد يونايتد.

## وصلات خارجية
- فيليكس تاغاوا على موقع قاعدة بيانات كرة القدم.إي يو (الإنجليزية)
- فيليكس تاغاوا على موقع ناشيونال فوتبول تيمز (الإنجليزية)